# Liste der Kulturgüter in Courtepin
Die Liste der Kulturgüter in Courtepin enthält alle Objekte in der Gemeinde Courtepin im Kanton Freiburg, die gemäss der Haager Konvention zum Schutz von Kulturgut bei bewaffneten Konflikten, dem Bundesgesetz vom 20. Juni 2014 über den Schutz der Kulturgüter bei bewaffneten Konflikten sowie der Verordnung vom 29. Oktober 2014 über den Schutz der Kulturgüter bei bewaffneten Konflikten unter Schutz stehen.
Objekte der Kategorien A und B sind vollständig in der Liste enthalten, Objekte der Kategorie C fehlen zurzeit (Stand: 1. Januar 2023).

## Kulturgüter
| Foto | | Objekt | Kat. | Typ | Standort                                                                             | Beschreibung |
| ---- | --- | --- | ---- | --- | ------------------------------------------------------------------------------------ | ------------ |
| ja   | Datei hochladen · Wikidata zu Herrenhaus de Praroman, dann Château d’Alexis de Zurich, mit Landschaftsgarten (Q4859635) | Herrenhaus de Praroman, dann Château d’Alexis de Zurich, mit Landschaftsgarten / Manoir de Praroman puis Château d’Alexis de Zurich, avec jardin paysage KGS-Nr.: 01943 | A    | G   | Barberêche, Le Château 1 579192 / 189672                                             |              |
| ja   | Datei hochladen · Wikidata zu Herrenhaus de Praroman und Kapelle Sainte-Anne in Grand-Vivy (Q5594202)                   | Herrenhaus de Praroman und Kapelle Sainte-Anne in Grand-Vivy / Manoir de Praroman et chapelle Sainte-Anne au Grand-Vivy KGS-Nr.: 01945                                  | A    | G   | Barberêche, Grand-Vivy 1, 1b 580030 / 191139                                         |              |
| ja   | Datei hochladen · Wikidata zu Burg Petit-Vivy (Q7178347)                                                                | Schloss Petit-Vivy / Château du Petit-Vivy KGS-Nr.: 01946 | A    | G   | Barberêche, Petit-Vivy 4 579689 / 190545                                             |              |
| ja   | Datei hochladen · Wikidata zu Scheune, Marstall (Q29479030)                                                             | Scheune-Marstall / Grange-étable KGS-Nr.: 09943 | A    | G   | Barberêche, Chemin de la Fruiterie 5a 578587 / 189624                                |              |
| BW   | Datei hochladen · Wikidata zu Gallo-römische Villa und hochmittelalterliche Nekropole Fin Dessus (Q123708091)           | Fin Dessus, gallo-römische Villa und hochmittelalterliche Nekropole / Fin Dessus, villa gallo-romaine et nécropole du haut moyen âge KGS-Nr.: 16339                     | A    | F   | Courtaman, A la Fin Dessus 577040 / 190740                                           |              |
| BW   | Datei hochladen · Wikidata zu Kirche St-Maurice, Pfarrhaus und Pinte (Q29689093)                                        | Kirche St-Maurice, Pfarrhaus und Pinte / Église St-Maurice, cure et pinte KGS-Nr.: 01944                                                                                | B    | G   | Barberêche, Vers-l'Église 6, 10, 12 578850 / 189520                                  |              |
| BW   | Datei hochladen · Wikidata zu Herrenhaus de Castella mit Kapelle Notre-Dame-de-l'Assomption mit Schatz (Q29689042)      | Herrenhaus de Castella mit Kapelle Notre-Dame-de-l'Assomption und Kirchenschatz / Manoir de Castella avec chapelle Notre-Dame-de-l’Assomption et trésor KGS-Nr.: 02373  | B    | G   | Wallenried, Impasse Général-de-Castella 11 / Route de Grand-Clos 12a 575418 / 191566 |              |
| BW   | Datei hochladen · Wikidata zu Bauernhaus von Maurice Folly (Q29689119)                                                  | Bauernhaus von Maurice Folly / Ferme de Maurice Folly KGS-Nr.: 12351 | B    | G   | Barberêche, Breilles 25 577459 / 189796                                              |              |
| BW   | Datei hochladen · Wikidata zu Bauernhaus des Landsitzes de Gottrau (Q29689134)                                          | Bauernhaus des Landsitzes de Gottrau / Ferme du domaine de Gottrau KGS-Nr.: 12352                                                                                       | B    | G   | Barberêche, Route du Hobel 49 576739 / 188152                                        |              |
| BW   | Datei hochladen · Wikidata zu Bauernhaus Meuwly (Q29689104)                                                             | Bauernhaus Meuwly / Ferme Meuwly KGS-Nr.: 13042 | B    | G   | Courtepin, Route de Fribourg 122 576356 / 189536                                     |              |
| BW   | Datei hochladen · Wikidata zu Schule mit Park des Landguts La Fruiterie (Q123709523)                                    | Schule mit Park des Landguts La Fruiterie / École avec parc du domaine de la Fruiterie KGS-Nr.: 17473                                                                   | B    | G   | Barberêche, Route de Barberêche 59 578642 / 189598                                   |              |